# Yuppi du
Yuppi du is een Italiaanse komische film uit 1975, geregisseerd en geproduceerd door Adriano Celentano, die ook een hoofdrol in de film speelt.
Het is de tweede film van de schrijver als regisseur na de film Super rapina a Milano uit 1964 geschreven samen met Piero Vivarelli, en het is waarschijnlijk zijn bekendste film, ook op het gebied van muziek. Beroemd is ook de muziek van de film, uitgebracht op lp in 1975.
De film was een enorm succes, een van de grootste successen van het filmseizoen 1974/1975. De film raakte echter in de jaren na de lancering enigszins in de vergetelheid, aangezien hij nooit werd uitgebracht op video, maar wel een aantal keer op de Italiaanse televisie vertoond, waaronder vier keer op Mediaset, drie keer op Canale 5 en een keer op Italia 1.
Yuppi du werd gepresenteerd op het 28e Filmfestival van Cannes. In 1976 won de film de Nastro d'Argento voor de beste muziek.
In 2008 werd de gerestaureerde versie van de film gepresenteerd op het 65ste Internationale Filmfestival van Venetië, gedeeltelijk geremonteerd, en met wijzigingen van zowel de video en audio. Daarna werd de film eindelijk uitgebracht op dvd (de geremonteerde versie).

## Verhaal
Felice Della Pietà is een arme man. Hij trouwt in zijn tweede huwelijk met Adelaide. De twee voeden samen Monica op, geboren uit het eerste huwelijk van Felice met Silvia, die zelfmoord heeft gepleegd.
Silvia's dood is nooit bevestigd, maar Felice keert voor het laatst terug op de plaats waar zijn ex-vrouw zelfmoord pleegde.
Silvia blijkt nog te leven wanneer ze van de ene op de andere dag weer door de stad loopt. Adelaide mag niet weten dat Silvia nog leeft, dus probeert Napoleone haar af te leiden wanneer Silvia passeert.
Silvia vertrekt, maar komt nooit meer terug. Pas na enkele maanden komt Felice te weten waar Silvia woont, samen met Monica. Ondertussen is Felice gescheiden van Adelaide en is Adelaide teruggekeerd naar haar geboorteplaats. In Milaan aangekomen vertelt de rijke man van Silvia de juridische problemen die Felice met zich mee zou brengen, in een poging om haar dochter te houden. Uiteindelijk betaalt Silvia 45 miljoen lire aan Felice voor het meisje.
Felice gaat zonder kind, zonder vrouw maar met miljoenen terug naar Venetië. Op de terugreis met de trein naar Venetië zit Felice tegenover een vrouw die identiek is aan Silvia. De vrouw doet hem de belofte van eeuwige liefde en geluk als hij met haar trouwt. Felice antwoordt niet, hij weet dat in werkelijkheid haar enige doel zijn geld is.

## Rolverdeling
| Acteur             | Personage                      |
| ------------------ | ------------------------------ |
| Adriano Celentano  | Felice Della Pietà             |
| Charlotte Rampling | Silvia Della Noce              |
| Claudia Mori       | Adelaide                       |
| Gino Santercole    | Napoleone                      |
| Memo Dittongo      | Scognamillo                    |
| Lino Toffolo       | Nane                           |
| Pippo Starnazza    | Oudere man in een Milanese bar |
| Domenico Seren Gay | Geliefde van Silvia            |
| Rosita Celentano   | Monica Della Pietà             |
| Sonia Viviani      | Verloofde van Napoleone        |
| Carla Brait        | Serveerster                    |
| Jack La Cayenne    | Mimo                           |